# Tripteroides cuttsi
Tripteroides cuttsi är en tvåvingeart som beskrevs av Assem 1959. Tripteroides cuttsi ingår i släktet Tripteroides och familjen stickmyggor. Inga underarter finns listade i Catalogue of Life.